# Маршалл, Джордж
Джордж Кэтлетт Ма́ршалл-младший (англ. George Catlett Marshall, Jr.; 31 декабря 1880, Юнионтаун, штат Пенсильвания, США — 16 октября 1959, Вашингтон, федеральный округ Колумбия, США) — американский государственный и военный деятель, генерал армии, инициатор плана Маршалла, лауреат Нобелевской премии мира (1953). Занимал посты начальника штаба армии США (1939—1945), президентского специального представителя в Китае (1945—1947), государственного секретаря (1947—1949) и министра обороны (1950—1951).

## Биография

#### Карьера до Второй мировой войны
Родился 31 декабря 1880 года в Юнионтауне (штат Пенсильвания) в семье Джорджа Кэтлетта Маршалла-старшего и его супруги Лоры Эмили Маршалл (в девичестве Брэдфорд). Джордж был младшим из трёх братьев и сестёр. В 17 лет он поступил в Виргинский военный институт. Закончив институт в 1901 году, служил в пехоте, а затем на Филиппинах. Участвовал в Первой мировой войне в сражениях близ Люневиля, в Пикардии и Кантиньи, а также в Мёз-Аргоннском наступлении. С 1919 по 1924 год Маршалл был адъютантом при генерале Першинге, а после этого три года служил в Китае.
Служил на военной базе Ванкувер Барракс, встречал на аэродроме самолёт Чкалова, перелетевший через полюс.
В рамках политики «Нового курса» Франклина Рузвельта и по поручению генерала Дугласа Макартура в 1933 году Маршалл занимался организацией Гражданского корпуса охраны окружающей среды — масштабной программы трудоустройства молодых безработных.
В 1938 году переехал в Вашингтон и стал помощником начальника военного планирования генерального штаба. Год спустя он был назначен исполнять обязанности начальника штаба армии США.

#### Карьера во время Второй мировой войны
1 сентября 1939 года началась Вторая мировая война, и 1 сентября Маршалл был назначен начальником штаба армии США, получил звание генерал-майора и в тот же день, минуя звание генерал-лейтенанта, повышен до полного генерала. После атаки на Перл-Харбор в 1941 году президент США Рузвельт сделал Маршалла своим советником по вопросам стратегии и тактики. Был одним из основных американских военачальников Второй мировой войны, отвечал не только за положение дел в армии США, но и за её взаимодействие с европейскими союзниками, а также за Тихоокеанский театр военных действий. Человек года по версии журнала Time (1943). Сопровождал Рузвельта на всех конференциях в рамках тройки США-СССР-Великобритания. В декабре 1944 года ему было присвоено звание генерала армии. В 1945 году, в преддверии Потсдамской конференции призывал к более осмотрительному подходу к американо-советским отношениям, выражая опасение, что в случае их обострения СССР может задержать вступление в войну против Японии, в результате чего США «придётся взять на себя всю грязную работу». Один из основных инициаторов атомных бомбардировок Хиросимы и Нагасаки (август 1945).

#### Послевоенная карьера
В ноябре 1945 года подал в отставку с поста начальника штаба армии США, но с военной службой не порвал.
В декабре 1945 — январе 1947 года — специальный представитель президента США в Китае, при посредничестве которого было заключено январское перемирие. Безуспешно пытался усадить лидера китайских националистов Чан Кайши и его противника-коммуниста Мао Цзэдуна за стол переговоров для создания коалиционного правительства. Маршалл не имел рычагов воздействия на коммунистов, но пригрозил прекратить американскую помощь, необходимую Гоминьдану, что впоследствии подвергалось критике.
С 21 января 1947 по 20 января 1949 года — государственный секретарь США. Занимая эту должность, наблюдал за набиравшей оборот Холодной войной. Переговоры с представителями СССР становились всё более сложными, а в 1948 году американо-советские взаимоотношения беспрецедентно обострились на фоне советской блокады подконтрольных США, Великобритании и Франции районов Берлина. 12 марта 1947 года была озвучена доктрина Трумэна, в рамках которой США начали впервые реально бороться с распространением коммунизма, помогая в этом Греции и Турции. 5 июня того же года Маршалл выступил в Гарварде с предложением организовать широкую программу оказания помощи европейским экономикам, ставшей в итоге известной как план Маршалла. За счёт этого плана, работавшего с 1948 по 1952 годы, США предотвратили приход коммунистов к власти в странах Западной Европы, как и во всех остальных странах, получавших помощь по данной экономической программе. Американские власти вложили в реализацию плана Маршалла около 13 миллиардов долларов. СССР и его восточноевропейские союзники поначалу не высказывались откровенно против участия в программе, но в итоге не стали этого делать. Более того, СССР организовал собственное подобие плана Маршалла для стран Восточной Европы. В ноябре 1947 года началась первая арабо-израильская война. Президент США Гарри Трумэн поддерживал Израиль и намеревался признать эту страну, чем был недоволен Маршалл, не желавший портить отношения с богатыми нефтью арабскими странами, которые к тому же, как он думал, вскоре разгромят Израиль. Это привело к ухудшению отношений и даже конфликту между Трумэном и Маршаллом. Когда США всё-таки признали Израиль и установили с ним дипломатические отношения, Маршалл в знак протеста отставил должность государственного секретаря. Во время работы Маршалла государственным секретарём были также подписаны Парижские мирные договоры (10 февраля 1947). Занимая данную должность, Маршалл вновь стал человеком года по версии журнала Time (1947).
В октябре 1949 — декабре 1950 года — президент Американского Красного Креста.
В сентябре 1950 года на фоне войны в Корее был назначен министром обороны. Занимая эту должность, Маршалл наблюдал за успешным наступлением войск Южной Кореи и огромной международной коалиции во главе с США вплоть до крайнего Севера КНДР. Проведено оно было в сентябре-ноябре 1950 года. В его разработке и реализации принимал участие и Маршалл, но активнее и непосредственнее всем этим занимался командующий американского военного контингента в Корее генерал Дуглас Макартур. С ноября 1950 года КНДР в союзе со вступившей в войну КНР развернула контрнаступление, в результате которого не только выбила противника со своей территории, но и взяла Сеул (4 января 1951). Впрочем, дальше её и китайские силы продвинуться не смогли, в том же 1951 году войска США и их союзников восстановили контроль над Сеулом и даже пересекли 38-ю параллель, захватив некоторые территории КНДР. Однако продвинуться дальше, вопреки ни одной крупной военной операции, они не смогли. Так же было и у северокорейско-китайских сил. В целом, после событий начала 1951 года Корейская война перестала быть интенсивной, границы двух Корей менялись незначительно и редко.
В сентябре 1951 года он подал в отставку по состоянию здоровья. На это же время пришлась резкая критика Маршалла со стороны крайнего правого сенатора-республиканца Джозефа Маккарти, обвинявшего Маршалла и отчасти администрацию Трумэна в «сознательном укреплении СССР» и т. п.  Маршалла обвиняли в провалах в Китае и Корее, сознательном торможении помощи войскам Гоминьдана и отступлении в Корее. Маршалл также подвергался резкой критике и за активную роль в отстранении Дугласа Макартура от командования войсками США в Корее в апреле 1951 года.
После ухода с поста министра обороны США отошёл от политики и уехал в свой дом в Лисберге, где занимался садоводством и выращиванием овощей. В июне 1953 года был главой американской делегации на коронации королевы Великобритании Елизаветы II. С 1949 по 1959 год — председатель Американской комиссии по боевым памятникам.
Скончался 16 октября 1959 года в Вашингтоне. Похоронен на Арлингтонском кладбище.

## Память
В честь Джорджа Маршалла названы ряд улиц и зданий в США, стипендий и премий, среди которых не только американские, а также различных организаций.

## Семья
11 февраля 1902 года Джордж Кэтлетт Маршалл-младший женился на Элизабет Картер Коулс, умершей 15 сентября 1927 года от перенапряжения сердца в рамках медицинской операции. Общих детей у супругов не было.
15 октября 1930 года Маршалл женился на Кэтрин Бойс Таппер (1882—1978), с которой сохранял брак вплоть до смерти. Общих детей у супругов не было, но Маршалл стал отчимом для двух сыновей и дочери Кэтрин от первого брака. Пасынки Аллен и Клифтон связали свои жизни с армией; Аллен Таппер Браун командовал танковым взводом и был убит снайпером в Италии в 1944 году. Падчерицу Маршалла звали Молли. Она приходится матерью актрисе Китти Уинн.

## Награды и почести
Американские
- Медаль Армии США «За выдающуюся службу».
- Серебряная звезда.
- Медаль Победы (1918).
- Американская памятная медаль обороны.
- Медаль «За Американскую кампанию» (1942).
- Медаль победы во Второй мировой войне (1945).
- Медаль «За службу национальной обороне».
- Золотая медаль Конгресса (1946).

Иностранные
- Цепь Ордена Заслуг (Чили).
- Кавалер Ордена Почётного легиона (Франция).
- Военный крест (Франция).
- Рыцарь-командор Ордена Бани (Великобритания).
- Коронационная медаль королевы Елизаветы II (Великобритания; 1953).
- Большой крест Ордена Оранских-Нассау (Нидерланды).
- Кавалер Ордена Святых Маврикия и Лазаря (Королевство Италия).
- Кавалер Савойского военного ордена (Королевство Италия).
- Кавалер Большой ленты Ордена Алауитского трона (Королевство Марокко).
- Орден Суворова I степени (СССР; 24 марта 1944).
- Великий офицер Ордена Солнца (Перу).

Премии
- Нобелевская премия мира (1953).
- Международная премия имени Карла Великого (1959).

## Воинские звания
- 1 октября 1936 года — бригадный генерал.
- 1 июля 1939 года — генерал-майор.
- 1 сентября 1939 года — генерал (временное повышение, минуя чин генерал-лейтенанта).
- 16 декабря 1944 года — генерал армии (временное повышение).
- 23 марта 1946 года — генерал армии (постоянное звание со старшинством с 16 декабря 1944 года).

## Образ в кино
- Фильм «Трумэн» (США; 1995). В роли Маршалла — Харрис Юлин.
- Фильм «Спасти рядового Райана» (США; 1998). В роли Маршалла — Харви Преснелл.
- Фильм «Перл-Харбор» (США; 2001). В роли Маршалла — Скотт Уилсон.